# 2003 في الكويت

## المناصب
- أمير الدولة : جابر الأحمد الصباح
- ولي العهد: سعد العبد الله السالم الصباح
- رئيس الوزراء : سعد العبد الله السالم الصباح (حتى 17 يوليو) صباح الأحمد الجابر الصباح (منذ 17 يوليو)

## وفيات
- كنعان حمد - ممثل ومخرج.
- عبد العزيز حمد الصقر - اقتصادي وسياسي.